# Villayón
Villayón is een gemeente in de Spaanse provincie en regio Asturië met een oppervlakte van 132,46 km². Villayón telt 1.315 inwoners (1 januari 2016).

## Demografische ontwikkeling
Bron: INE, 1877-2011: volkstellingen
Opm.: Tot 1877 behoorde Villayón tot de gemeente Navia